# VfR Ohligs
Der VfR Ohligs war ein Sportverein aus Solingen. Die erste Fußballmannschaft spielte ein Jahr in der damals erstklassigen Gauliga Niederrhein.

## Geschichte
Der Verein wurde im Jahre 1907 als Ballspiel-Verein Einigkeit Ohligs gegründet und nahm im Jahre 1919 den Namen VfR Ohligs an. Ein Jahr später gelang der Aufstieg in die damals erstklassige Kreisliga Berg, dem aufgrund einer Ligenreform der sofortige Wiederabstieg folgte. Im Jahre 1930 gelang der Wiederaufstieg in die Erstklassigkeit. Dort wurde der VfR 1932 und 1933 jeweils Gruppendritter. Die Mannschaft wurde im Jahr 1933 jedoch nicht in die neu geschaffene Gauliga Niederrhein aufgenommen. 
Die zweite Hälfte der 1930er Jahre wurden zur erfolgreichsten Zeit der Vereinsgeschichte. 1937 erreichten die Ohligser erstmals die Aufstiegsrunde zur Gauliga, scheiterten aber am BV Altenessen und Union 02 Hamborn. Ein Jahr später musste der VfR Rot-Weiss Essen den Vortritt lassen. Im dritten Anlauf klappte es mit dem Aufstieg, als die Ohligser sich gegen Borussia München-Gladbach und Borussia Velbert durchsetzen konnte. Die erste und einzige Spielzeit einer Solinger Fußballmannschaft in der Gauliga endete mit dem direkten Wiederabstieg.
Der VfR wurde abgeschlagener Tabellenletzter. Zu Hause verlor die Mannschaft mit 1:10 gegen Fortuna Düsseldorf und bei Schwarz-Weiß Essen gab es gar eine 0:13-Niederlage. 1942 erreichte die Mannschaft ein viertes Mal die Aufstiegsrunde, musste aber Union Krefeld den Vortritt lassen. Am 3. September 1949 fusionierte der VfR Ohligs mit dem Ohligser FC 06 und dem VfL Ohligs zu Union Ohligs.